# محبت (واژه)
محبت (محبه) کلمه‌ای‌ست قرآنی، و از جملهٔ نزدیک‌ترین واژه‌هایی که در مقولهٔ عشق در آن‌جا یافت می‌شود. در ادب و فرهنگ فارسی، جلوه‌ها و نمودهای عالی از توصیف، تحریک، و تشویق به داشتن محبت نسبت به دیگران فراوان یافت می‌شود. از جمله:
مولوی گوید:
| از محبت گردد او محبوب حق  |  | گرچه طالب بود، شد مطلوب حق |
| شد محبت را ظهور از اعتدال |  | بی محبت نیست عالم را کمال  |
| از محبت تلخ‌ها شیرین شود   |  | از محبت مس‌ها زرین شود      |
| از محبت خارها گل می‌شود    |  | از محبت سرکه‌ها مل می‌شود    |
| از محبت مرده زنده می‌شود   |  | وز محبت شاه بنده می‌شود     |

امروزه نیز برای جلب محبت، توسل به اوراد و سحر و جادو رواج دارد.

## پای‌نوشته‌ها
1. ↑  حافظ‌نامه، شرح الفاظ ... ، بخش دوّم، ص. ۱۱۶۷
2. ↑  وحدت عالی انسانی، ص. ۳۸–۳۵
3. ↑  
مطلوب شدن نهایی طالب راستین، یا معشوق شدن عاشق صادق بعد از وصال، از جملهٔ مدل‌ها و اصول بنیادین در فهم و تبیین ادبیات عرفانی کهن و نیز عرفان اسلامی می‌باشد.
4. ↑  «خواستنی». بایگانی‌شده از اصلی در ۲۲ آوریل ۲۰۰۹. دریافت‌شده در 14 MAY 2009. تاریخ وارد شده در |تاریخ بازدید= را بررسی کنید (کمک)